# Jungfrau-Aletsch
Jungfrau-Aletsch-Bietschhorn zaštićeno je planinsko područje u jugozapadnoj Švicarskoj, između kantona Bern i Valais. Čini ga najistočnija strana Bernskih Alpa, uključujući sjeverni zid planina Jungfrau i Eiger te najveće ledenjačko područje u Europi i zapadnoj Aziji - ledenjaci Aletsch, Fiescher, Aar i Grindelwald. U njemu se nalaze različiti ekosustavi te različite faze koje su nastale povlačenjem ledenjaka zbog klimatskih promjena. Područje Jungfrau-Aletsch-Bietschhorn ima svjetsku važnost ne samo zbog svoje jedinstvene ljepote, nego i zbog bogatstva informacija o formiranju planina, ledenjaka i aktualnih klimatskih promjena. Zbog toga je ovo područje 2001. godine upisano na UNESCO-ov popis mjesta svjetske baštine u Europi.
Zaštićena svjetska baština Jungfrau-Aletsch-Bietschhorn rasprostire se na 82.388 hektara, od kojih je 56% u kantonu Valais i 44% u kantonu Bern. Najviša točka ovog područja je vrh Finsteraarhorn (4270 m, slika desno), a tu se nalazi još osam vrhova viših od 4000 metara: Aletschhorn (4193 m), Jungfrau (4158 m), Mönch (4107 m), Schreckhorn (4078 m), Gross Fiescherhorn (4049 m), Hinter Fiescherhorn (4025 m), Grünhorn (4044 m) i Lauteraarhorn (4042 m). 

## Flora i fauna
Ledenjaci i gole stijene prekrivaju 80% područja, 6% je pod šumama, 5,2% čine alpske livade, a 8% je drača. Tu se nalazi preko 1.800 vrsta cjevastog raslinja i preko 700 vrsta mahovina. Gustoća raslinja opada s visinom područja, ali opet ima oko 529 vrsta sjemenjača i pteridofita iznad linije šuma.
Kritosjemenjače se protežu na sjevernim obroncima planina, na visinama od 900 do 1300 metara, dok je na južnim obroncima njihova visinska granica oko 200 m viša. U podalpskom području, od 1300 do 2000 m, može se naći švicarski bor (Pinus Cembra) i smreka (Picea abies). Iznad šumskih vrhova nalazi se škrto alpsko bilje i trave.
Životinjskih je vrsta zabilježeno oko 1.250, uključujući 271 kralježnjaka: 42 vrste sisavaca, 99 vrsta ptica, 8 vrsta gmazova, 4 vrste vodozemaca, 7 vrsta riba, 97 vrsta mekušaca i 979 vrsta kukaca. Kao i u ostatku Alpa, najčešće životinje su divokoze (Rupicapra rupicapra), alpski kozorog (Capra ibex), obični jelen (Cervus elaphus), planinski zec (Lepus timidus), lisica (Vulpes vulpes), hermelin (Mustela erminea), svisci (Marmota marmota) i ponovno naseljeni risovi (Felis lynx).
- Jungfrau
- Eiger
- Visoravan Schynige ispod planine Jungfrau
- Aletschhorn
- Povlačenje ledenjaka Aletsch 1979., 1991. i 2002.